# William Gaston

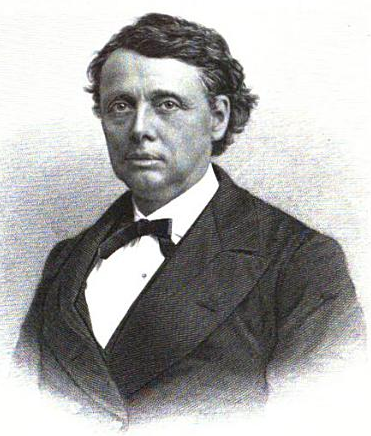
William Gaston

William Gaston (* 3. Oktober 1820 in Killingly, Connecticut; † 19. Januar 1894) war ein US-amerikanischer Politiker (Demokratische Partei) und von 1875 bis 1876 Gouverneur des Bundesstaates Massachusetts.

## Frühe Jahre und politischer Aufstieg
William Gaston besuchte die öffentlichen Schulen in Connecticut und studierte dann bis 1840 an der Brown University. Nach einem anschließenden Jurastudium wurde er im Jahr 1844 als Rechtsanwalt zugelassen. Daraufhin begann er in Roxbury eine erfolgreiche Laufbahn als Strafverteidiger.
Von 1853 bis 1854 und nochmals im Jahr 1856 war Gaston Abgeordneter im Repräsentantenhaus von Massachusetts. Zwischen 1856 und 1860 war er Anwalt der Stadt Roxbury und von 1861 bis 1862 Bürgermeister dieser Kommune. Im Jahr 1868 gehörte er dem Staatssenat an. Schließlich wurde er 1871 zum Bürgermeister der Stadt Boston gewählt. Dieses Amt bekleidete er bis 1872.

## Gouverneur von Massachusetts
Am 3. November 1874 wurde William Gaston als erster Demokrat seit 1853 zum Gouverneur seines Staates gewählt. Er trat sein neues Amt am 7. Januar 1875 an und bekleidete es bis zum 5. Januar 1876. In dieser Zeit wurde das Prohibitionsgesetz in Massachusetts außer Kraft gesetzt. Gleichzeitig wurden neue Gesetze zur Kontrolle zum Umgang mit alkoholischen Getränken erlassen. Im November 1875 scheiterte Gaston bei seiner erneuten Kandidatur für das Gouverneursamt.
Nach dem Ende seiner Gouverneurszeit zog sich Gaston aus der Politik zurück und wurde wieder als Strafverteidiger tätig. Er starb im Januar 1894 und wurde in Boston beigesetzt. Mit seiner Frau Louisa A. Beecher hatte William Gaston drei Kinder.